# Colliuris bierigi
Colliuris bierigi är en skalbaggsart som beskrevs av Max Liebke. Colliuris bierigi ingår i släktet Colliuris och familjen jordlöpare. Inga underarter finns listade i Catalogue of Life.